# Cavatina

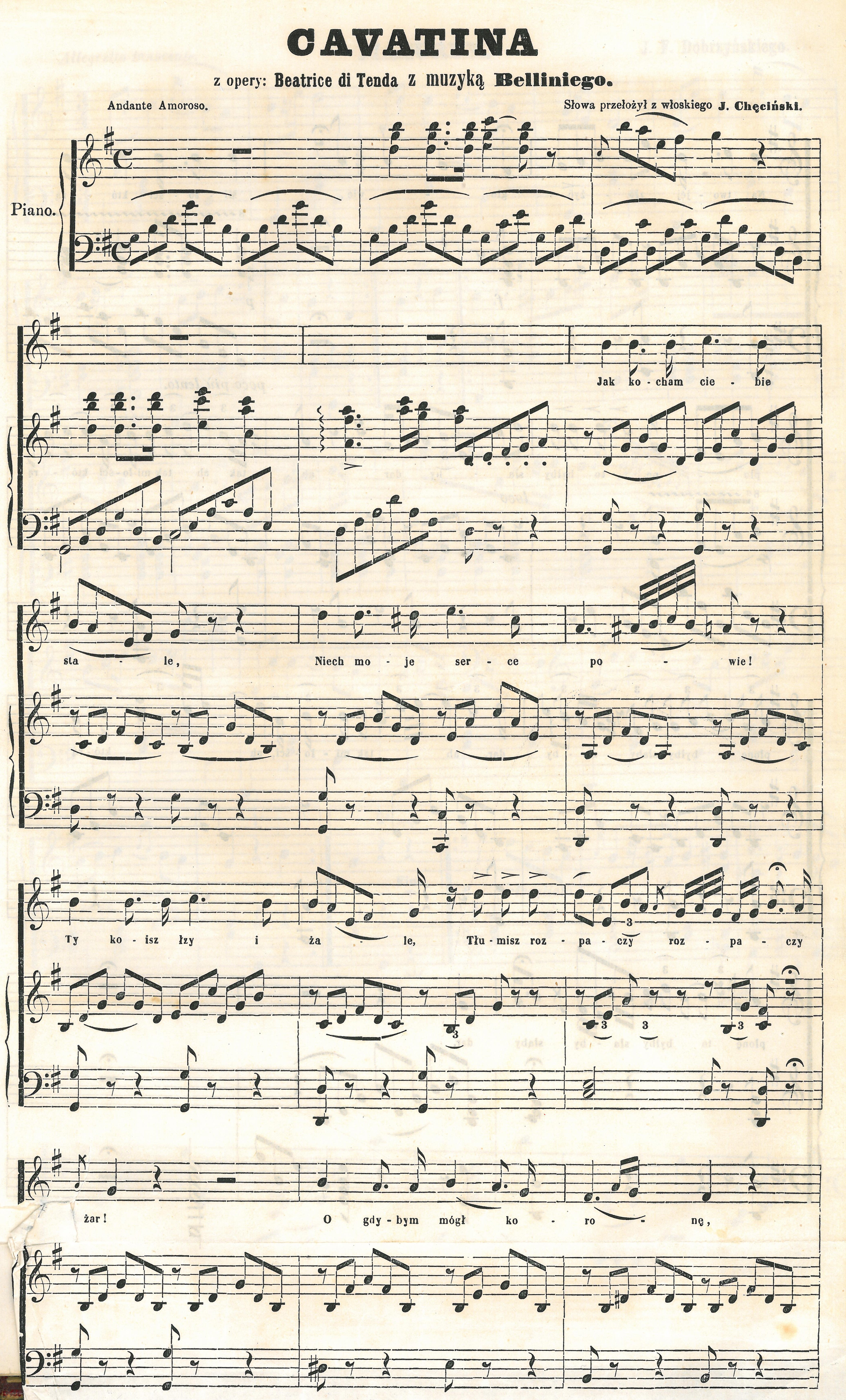
Cavatina Belliniego z opery Beatrice di Tenda

Cavatina (kawatina, kawatyna) – krótkie arioso, które w operze i oratorium zamykało recytatyw, szczególnie popularne w XVIII wieku.
Cavatina ma niewielkie rozmiary, prostą strukturę, często charakter liryczny. Jest pozbawiona repetycji (jak np. „Porgi amor” w Weselu Figara Mozarta) i zwrotów ornamentalnych. Zasadniczo utrzymana w wolnym tempie, u niektórych twórców (Bellini, Verdi) bywała dwuczęściowa, z drugą częścią wyrazistszą i szybszą. Charakterystycznym przykładem jest kawatina Rozyny „Una voce poco fa” z Cyrulika sewilskiego Rossiniego. Zapewne do najbardziej znanych należą kawatina Księcia „La donna è mobile”z opery Rigoletto Verdiego i „Casta Diva” z Normy Belliniego. 
W muzyce instrumentalnej nazwę tę wprowadził Ludwig van Beethoven (1770–1827) na określenie piątej (przedostatniej) części w 13. Kwartecie smyczkowym B-dur op. 130. Wśród szerzej znanych kompozycji występuje też w twórczości Joachima Raffa (cavatina na skrzypce i fortepian) i Edmunda Rubbry (Kwartet smyczkowy nr 2). 
Współcześnie za najbardziej znaną cavatinę instrumentalną uchodzi wykonywana na gitarze klasycznej melodia autorstwa Stanleya Myersa, skomponowana do innego filmu w 1970 r., a następnie wykorzystana jako temat przewodni w filmie Łowca jeleni.